# DEPARTURES
〈DEPARTURES〉(디파챠즈)는 일본의 팝 밴드 globe의 네 번째 싱글 앨범으로, 1996년 1월 1일 발매되었다. (8cm CD: AVDG-71004) 싱글에는 다른 B 사이드 곡은 딱히 없으며, 이 곡의 다른 버전들이 실려 있다. 이 노래의 작사와 작곡, 편곡 모두를 코무로 테츠야가 맡았으며, 믹싱은 데이브 포드 (Dave Ford)가 담당했다.
멤버의 얼굴이 싱글의 자켓 사진으로 처음 사용되었으며, 오리콘이 조사한 정보에 따르면 약 228.8만 장을 판매해 현재까지 globe가 발표한 싱글 중에서 가장 많은 판매량을 기록하고 있다. 이 판매량은 오리콘이 집계한 이래, 단일 싱글 판매량으로는 전체 15위에 해당하는 기록이기도 하다.
이 곡은 광고 음악으로서 두 번 사용되었다. 우선 동일본여객철도가 91년부터 지속해오고 있는 스키 여행 캠페인 "JR ski ski"의 1995-96 시즌 광고에서 먼저 사용되었으며, 2015년에는 코카콜라의 "윈터 송 보틀" 캠페인 송으로도 쓰였다.
globe는 2002년 발매된 베스트 앨범 《Ballads & Memories》에 이 노래의 다른 편곡을 수록했는데, 이 때의 곡명은  〈DEPARTURES〉 (ARRIVAL version)이었다. 또 2015년 발매된 globe의 20주년 기념 헌정 음반 《#globe20th -SPECIAL COVER BEST-》에 hyde가 부른 것이 실려있다. 이 노래는 그 밖에도 많은 아티스트에 의해 리메이크 되었으며, 그에 관한 정보는 아래에 기술한다.

## 수록곡
| #            | 제목                              | 작사          | 작곡          | 편곡          | 재생 시간 |
| ------------ | --------------------------------- | ------------- | ------------- | ------------- | --------- |
| 1.           | 〈〈DEPARTURES〉〉 (RADIO EDIT)   | 코무로 테츠야 | 코무로 테츠야 | 코무로 테츠야 | 5:17      |
| 2.           | 〈〈DEPARTURES〉〉 (EXTENDED MIX) |               |               |               | 6:51      |
| 3.           | 〈〈DEPARTURES〉〉 (INSTRUMENTAL) |               |               |               | 5:15      |
| 총 재생 시간 | 총 재생 시간                      | 총 재생 시간  | 총 재생 시간  | 총 재생 시간  | 17:23     |

## 리메이크
〈DEPARTURES〉는 다음과 같은 아티스트에게도 리메이크 되었다.
| 발매연도 | 아티스트               | 수록 음반                                         |
| -------- | ---------------------- | ------------------------------------------------- |
| 2009년   | 데몬 각하              | 《GIRL'S ROCK ~Tiara~》                           |
| 2010년   | Spontania              | 〈DEPARTURES〉                                    |
| 2010년   | Spontania              | 《스폰테니아》 (スポンテニア)                     |
| 2011년   | AAA                    | 《PARADISE/Endless Fighters》 (C 타입에만 수록됨) |
| 2012년   | 아카기 리에 (赤木りえ) | 《Feel the Earth ~월드 비트 스탠더드~》           |
| 2014년   | 카하라 토모미          | 《MEMORIES -Kahara Covers-》                      |

## 인증
| 국가                       | 인증      | 판매량/출하량 |
| -------------------------- | --------- | ------------- |
| 일본 (RIAJ)                | 2× 밀리언 | 2,000,000^    |
| ^출하량을 기반으로 한 인증 |           |               |